# Надждиты
Надждиты (араб. نجدات‎ — надждат) — представители одной из крайних сект хариджитского течения в исламе, которые управляли в VII веке историческими регионами Бахрейна и Ямамы в восточной Аравии. Основатель секты — Наджда ибн Амир аль-Ханафи из племени ханифа.
Отличительные черты надждизма:
- Дозволение убийства христиан, иудеев и др. немусульман, тогда как азракиты (другая хариджитская секта) не дозволяли их убиение при условии принятия их власти.
- Убеждение в том, что существование халифа или любого другого правителя необязательно в религии, так что если члены общества способны поддерживать отношения на основе религиозных принципов, то у них может отсутствовать глава.
- Дозволение сокрытия своих истинных убеждений посредством такии, если они пребывали на территориях, где доминировали сунниты.
- Наджда ибн Амир, в отличие от основной массы хариджитов, не делал такфир согрешившим мусульманам, то есть не считал их неверующими, и полагал, что они могут быть прощены Аллахом. Только тот, кто упорствовал в своем грехе и неоднократно совершал его, по его мнению, мог быть обвинён в неверии — куфре.

Впоследствии часть сторонников Наджды начала возражать против его некоторых убеждений и восстала против него, и в конечном счёте он был убит. Новым главой надждитов стал Абу Фудайк, но они вскоре были разгромлены омейядским халифом Абд аль-Маликом. Часть сторонников Наджды всё ещё оставалась верной его учению, и некоторое время надждизм продолжал своё существование. На сегодняшний день у этой секты приверженцев нет.